# 老牛河
老牛河，位于中华人民共和国河北省承德市承德县东北部，是滦河左岸支流。发源于承德县五道河乡圣祖庙村东北车道沟双庙梁下，蜿蜒向南偏西，流经五道河乡、三沟镇、六沟镇、石灰窑镇、甲山镇二道河村、山嘴村等地，最后于下板城镇西北汇入滦河。河长73千米，流域面积1713平方千米。